# Ryan Dungey
Ryan Dungey, né le 4 décembre 1989 à Belle Plaine dans le Minnesota, États-Unis, est un pilote de motocross et de supercross, professionnel de 2006 à 2017. Il a été 4 fois champion AMA de supercross et 4 fois champion AMA de motocross.
Ryan Dungey a aussi remporté à trois reprises le Motocross des Nations. Il détient le record de 31 podiums consécutifs en Supercross. Il est le deuxième pilote avec le plus de victoires en AMA motocross derrière Ricky Carmichael.

## Carrière

### Amateur
En tant qu'amateur, Dungey a remporté la course amateur de Loretta Lynn en 2005 et 2006.

### Débuts en 250cm3
Ryan Dungey a démarré l'année 2006 dans le rang des amateurs en 250cm3. Bien qu'étant un pilote non titré régulièrement vers des 10èmes places, il a attiré l'attention du team manager de Suzuki, Roger De Coster. 
Dungey a participé à sa première course professionnelle sur sa piste natale de Spring Creek à Millville. Avec le numéro 142, il a terminé 7ème du général lors du championnats AMA de motocross,. Il termine la saison à la 28ème place au classement général 250 MX 2006.
En 2007 Ryan Dungey participe a sa première saison complète dans la catégorie 250cm3 East coast. Il remporte sa toute première course professionnelle de Supercross dès la première course et fini 5ème du classement général en fin de saison. Ryan est nommé rookie de l'année en Supercross en 2007.
Lors de sa première saison complète d'AMA Motocross 250, Dungey finit la saison sur blessure mais finit tout de même à la 5e place.
En 2008, lors de sa seconde saison professionnelle, Dungey finit deuxième du championnat AMA 250 de supercross West coast derrière Jason Lawrence de seulement 2 points.
Au cours de sa dernière année dans la catégorie 250cm3, il a dominé le championnat AMA de supercross West coast en battant Christophe Pourcel . Puis Ryan Dungey participe au Motocross des Nations 2009 et roule pour la première fois en compétition avec une 450cm3. Il fut malgré tout nommé capitaine d'équipe. Ryan remporte sa seconde manche et les États-Unis remporte leur 20e MX des Nations.

### Passage et sacre en 450cm3
En 2010, Lors de sa première saison en 450cm3 de Supercross. Ryan Dungey remporte le championnat face à James Stewart, alors grand favori et vainqueur l'an passé. Dungey a remporté 6 courses cette saison-là et est devenu le premier pilote depuis Jeremy McGrath à remporter le championnat de Supercross en tant que rookie.
Lors de la saison AMA de motocross, Ryan Dungey remporte 12 manches et accomplit le doublé en remportant le championnat AMA Motocross 450cm3 de 2010. Il est devenu le seul pilote à remporter les titres de Supercross et de Motocross dès sa première saison en catégorie reine. À la suite de cette saison, Dungey a mené l'équipe américaine à sa 21e victoire au MX des nations en 2010.
En 2011, le mentor de Ryan, Roger De Coster quitte l'équipe Suzuki, cela semble avoir un impact sur la saison de Supercross de Ryan Dungey où il finit à la 3e place derrière Ryan Villopoto et Chad Reed.
Ryan est arrivé à la saison AMA de motocross de 2011 avec la plaque numéro un. Il finit la saison à la 2e place à seulement 12 points de Villopoto. 
À la suite de cette saison, Dungey a mené l'équipe américaine à sa 21e victoire au MX des nations en 2010.

### Changement de marque
Pour la saison 2012, Ryan Dungey rejoint De Coster chez KTM. Dungey remporte les 4 premières épreuves de Supercross. Il se fissure la clavicule et rate 5 courses mais termine tout de même 3e de la saison.
Après son retour de blessure Dungey a réalisé une importante performance au championnat AMA de motocross en 2012. Il remporte 19 des 22 avec 10 victoires au classement général. Il remporte son deuxième titre en motocross dans la catégorie 450cm3. C'est le premier titre de KTM aux États-Unis.
La saison 2013 n'est pas la meilleure saison de Ryan Dungey mais celui-ci monte sur le podium de 23 des 29 courses de la saison amenant son surnom de "Diesel" pour son extrême régularité en course. Il a terminé 3e derrière Ryan Villopoto et Davi Millsaps en Supercross puis 2e derrière Villopoto en outdoor.
Poursuivant en 2014 en tant que pilote extrêmement régulier de la catégorie, Dungey s'est retrouvé sur le podium 21 fois sur 29 et finirait en dehors du top 5 pour la dernière fois de sa carrière. Il a terminé 2e derrière Ryan Villopoto en Supercross puis 2e derrière Ken Roczen en Motocross.

### Mise en marche de la "machine" Dungey
La saison 2015 était l'une des plus belles saisons de Dungey, avec une grande constance couplée à une très bonne vitesse et un retour de la motivation. Dungey remporte 15 victoires sur 17 en AMA Supercross puis ses résultats en Motocross ont fait qu'il remporte de nouveau le doublé supercross/motocross. 
Dungey a décroche 31 podiums consécutifs entre la saison 2015 et 2016.
En 2016 puis 2017, il a remporté le championnat AMA de Supercross face à Eli Tomac et Marvin Musquin. 
En 2017, Eli Tomac remporte 9 courses contre seulement 3 pour Ryan Dungey mais la régularité du diesel le fait emporter le championnat. Il annonce sa retraite le jour où il remporte le championnat 2017.

## Palmarès
- Champion AMA Supercross 250 côte ouest en 2009
- Champion AMA Motocross 250 en 2009
- Champion AMA Supercross 450 en 2010
- Champion AMA Motocross 450 en 2010
- Champion AMA Motocross 450 en 2012
- Champion AMA Supercross 450 en 2015
- Champion AMA Motocross 450 en 2015
- Champion AMA Supercross 450 en 2016
- Champion AMA Supercross 450 en 2017
- Champion Motocross de nations 2009 à 2011

## Record
- Record de podiums: 31 podiums consécutifs en Supercross entre 2015 et 2016

## Autres
- Prix ESPY 2015 du meilleur athlète masculin de sports d'action
- 2016 Premier pilote de motocross sur Wheaties Box [11]
- Prix ESPY 2016 du meilleur athlète masculin de sports d'action [12]

## Vie privée
Ryan Dungey est né en 1989 de Troy et Michelle Dungey à Belle Plaine, Minnesota. Il a un frère aîné, Jade et un frère cadet, Blake. Les frères et le père de Dungey étaient également des pilotes de motocross amateurs. Dungey, a fréquenté l'école catholique Guardian Angels à Chaska, Minnesota, et est fervent pratiquant de la foi chrétienne.